# Erebia tanita
Erebia tanita är en fjärilsart som beskrevs av Hans Fruhstorfer 1917. Erebia tanita ingår i släktet Erebia och familjen praktfjärilar. Inga underarter finns listade i Catalogue of Life.